# Pokšenga
Pokšenga popř. Pokšeňga (Покшенга nebo rusky Покшеньга) je řeka v Archangelské oblasti v Rusku. Je 170 km dlouhá. Povodí má rozlohu 4960 km².

## Průběh toku
Ústí zleva do Piněgy (povodí Severní Dviny).

## Vodní stav
Zdrojem vody jsou převážně sněhové srážky. Průměrný roční průtok vody ve vzdálenosti 25 km od ústí činí 44 m³/s. Zamrzá na konci října až v listopadu a rozmrzá na konci dubna až v květnu. Nejvyšších vodních stavů dosahuje od května do června.

## Využití
Řeka je splavná.